# HMS Emerald (D66)
«Емеральд» (66) (англ. HMS Emerald (D66) — військовий корабель, легкий крейсер типу «Емеральд» Королівського військово-морського флоту Великої Британії. Корабель отримав назву Emerald, ставши дванадцятим з 1762 року «Смарагдом» (англ. emerald) у складі Королівського флоту.

## Історія створення
«Емеральд» (66) був закладений 23 вересня 1918 року на верфі Armstrong Whitworth, Ньюкасл (Велика Британія) і спущений на воду 19 травня 1920 року. До складу Королівського ВМС крейсер увійшов 14 січня 1926 року.